# Carl Hayden
Carl Trumbull Hayden (2 de octubre de 1877 - 25 de enero de 1972) fue un político estadounidense y el primer senador de los Estados Unidos en cumplir siete mandatos. Sirviendo como el primer Representante de Arizona durante ocho mandatos antes de ingresar al Senado, Hayden estableció el récord de miembro del Congreso de los Estados Unidos con más años de servicio más de una década antes de su retiro de la política. El decano del Senado de los Estados Unidos se desempeñó como presidente pro tempore y presidente de sus comités de Reglas y Administración y Asignaciones. Fue miembro del Partido Demócrata.
Hayden se ganó la reputación de ser un experto en recuperación al comienzo de su carrera en el Congreso, Hayden respaldó constantemente la legislación relacionada con tierras públicas, minería, recuperación y otros proyectos que afectan el oeste de los Estados Unidos. Además, desempeñó un papel clave en la creación de la fórmula de financiamiento para el sistema federal de carreteras. El presidente John F. Kennedy dijo de Hayden: "Todos los programas federales que han contribuido al desarrollo de Occidente (riego, electricidad, recuperación) llevan su marca, y el gran programa federal de carreteras que une a este país, lo que le permite a este estado ser competitivo al este y al oeste, al norte y al sur, esto en gran medida es su creación ".